# Dinamic Multimedia
Dinamic Multimedia (Dinamic Software fins al 1993) va ser una de les empreses de programari espanyoles i posteriorment una distribuïdora de programari que va néixer durant l'època del ZX Spectrum en els anys 1980. Després d'haver llançat diversos títols per a la majoria de plataformes d'ordinador, gairebé només en el mercat espanyol, van tancar per fallida el setembre de 2001.
En el mercat internacional, va realitzar diversos videojocs per a països com Argentina i Itàlia. Entre ells es destaquen la línia PC Futbol Argentina i PC Calcio (sent Calcio en italià la traducció de Futbol). Aquestes versions van comptar amb comentaris o relats de partits de famosos comentaristes locals, per exemple, en el cas del PC Futbol Argentí 5.0 comptava amb la veu de Marcelo Araujo.
Va ser un dels principals fabricadors del sector i conegut per clàssics com el 'PC Futbol' o 'La Prisión'.
Amb la bombolla puntcom l'empresa va tancar el 2001.

## Llista de videojocs sota Dinamic Software
- Abu Simbel, Profanation
- After The War
- Amc/Astro Marine Corps
- Arctic Moves
- Army Moves
- Arquímedes XXI
- Artist
- Aspar GP Master/GP Master
- Babaliba
- Basket Master, Fernando Martin
- Bestial Warrior
- Bestial Warrior, Gunstick
- Buggy Ranger
- Camelot Warriors
- Capitan Sevilla/Captain 'S'
- Capitan Trueno
- Cobra's Arc
- Comando Tracer/The Last Commando
- Cosmic Sheriff
- Cosmic Sheriff, Gunstick
- Dustin
- Fernando Martin Basket Master/Basket Master.[3]
- Freddy Hardest
- Freddy Hardest In South Manhattan
- Game Over
- Guerra De Las Vajillas, La
- Hammer Boy
- Hundra
- Mapsnatch
- Megacorp
- Meganova
- Megaphoenix
- Mejor De Dinamic, Lo
- Michel Futbol Master & Super Skills
- Mike Gunner
- Navy Moves
- Nonamed
- Ole Toro.[3]
- Pájaros de Bangkok, Los
- Phantomas
- Phantomas 2
- Phantis
- Quijote, El / Don.[3]
- Rescate Atlántida/Rescue From Atlantis
- Risky Woods
- Rocky
- Saimazoom
- Simulador Profesional De Tenis
- Sgrizam
- Target Plus
- Turbo Girl
- Videolimpic
- West Bank
- Yenght

## Llista de videojocs sota Dinamic Multimedia
- Saga PC Basket
- Saga PC Fútbol
- Saga PC Calcio
- Saga PC Premiere
- PC Atletismo
- PC Selección Española de Fútbol: Eurocopa 96 Dinamic Multimedia
- Resurrection: The Return of the Black Dragon
- La Prisión
- Risky Woods
- Arctic moves
- Hollywood Monsters
- Toyland Racing